# Der jüngste Tag (1961)
Der jüngste Tag ist eine deutsche Fernseh-Verfilmung des 1937 erschienenen gleichnamigen Dramas von Ödön von Horváth.

## Handlung
Thomas Hudetz ist Bahnhofsvorsteher in einem kleinen Ort und ist verheiratet mit einer 13 Jahre älteren Frau. Im Ort macht man sich lustig über Hudetz, weil er angeblich unter ständiger Kontrolle seiner Frau stehe. Wenn Züge ab- oder durchfahren, muss er rechtzeitig das richtige Signal stellen. Eines Tages verabschiedet die Wirtstochter Anna am Bahnsteig ihren Verlobten Ferdinand. Nach der Abfahrt des Zuges unterhält sie sich mit Hudetz und erzählt ihm, wie die anderen Bewohner über ihn spotten. Um seine Frau, die oben am Fenster der Dienstwohnung ihren Mann beobachtet, zu ärgern, gibt Anna ihm einen Kuss. Durch das Gespräch und den Kuss verwirrt und abgelenkt, versäumt er, ein Signal zu geben. Dadurch fährt ein Expresszug auf einen Güterzug auf und es gibt einen schweren Unfall mit achtzehn Toten.
Bei der anschließenden Untersuchung durch einen Staatsanwalt sagt Anna aus, sie könne bezeugen, dass Hudetz das Signal rechtzeitig gegeben habe. Seine Frau hingegen erzählt wahrheitsgemäß von dem Kuss und dem zu spät gegebenen Signal. Die Bewohner des Ortes halten zu Hudetz, da sie seine Frau nicht mögen und er immer ein pflichtbewusster Beamter war.
Hudetz wird festgenommen und es kommt zu einem Prozess, der mit einem Freispruch endet. Am Tag seiner Haftentlassung gibt es ein großes Willkommensfest im Wirtshaus von Annas Vater. Dort erscheint auch Hudetz' Schwager Alfons, der Bruder seiner Frau, mit der er inzwischen in Scheidung lebt. Um dem Zorn der Bewohner zu entgehen, sagt sich Alfons von seiner Schwester los, und Hudetz verteidigt ihn.
Anna möchte dringend mit Hudetz allein sprechen, und damit niemand etwas davon erfährt, verabreden sie sich spät abends an einem Eisenbahnviadukt nahe der Stadt. Dort erzählt sie ihm von dem schlechten Gewissen wegen ihrer Mitschuld an dem Eisenbahnunglück, das sie seit dem Unfall quält, sie nicht mehr schlafen lässt und sie lebensmüde macht. Auch ihre Beziehungen zu ihrem Vater und ihrem Verlobten seien abgekühlt, dafür müsse sie umso öfter an ihn denken. Sie sagt, da Hudetz mit einem schweren Verbrechen davongekommen sei, müsse er wohl ein noch schwereres begehen, um bestraft werden zu können. Indirekt äußert sie also den Wunsch, dass er sie umbringe.
Tage später: Anna ist seit Tagen verschwunden und wird polizeilich gesucht. Dadurch ändert sich die öffentliche Meinung gegen sie: Die Leute glauben nun doch Hudetz' Frau und erkennen Annas Aussage im Prozess als Meineid. Als herauskommt, dass sie sich am Abend ihres Verschwindens mit Hudetz getroffen hat, verschwindet auch er plötzlich. Nun ist allen klar: Hudetz hat sie umgebracht, um sein Verschulden an dem Eisenbahnunglück zu vertuschen. Er hält sich in den Wäldern versteckt und taucht dann plötzlich bei seiner Frau auf, die inzwischen bei ihrem Bruder Alfons lebt. Er bittet Alfons um einen Anzug, da er in Zivil leichter flüchten kann als in seiner Bahn-Uniform. Alfons ist dazu bereit, als Dank dafür, dass Hudetz ihn vor dem Zorn der Leute geschützt hat. Doch dann überlegt Hudetz es sich anders und er verlässt die Wohnung in Uniform. Alfons schließt daraus, dass er mit dem Leben abgeschlossen habe, und geht ihm nach. Zusammen mit einem Polizisten, dem Wirt und Ferdinand findet er Hudetz beim Viadukt. Hudetz will sich vor einen Zug  werfen, da erscheinen ihm die Geister der Toten: Der Lokomotivführer Pokorny, der bei dem Unfall ums Leben kam, will ihm durch eine idyllische und angenehme Schilderung des Jenseits zu einem Suizid verleiten. Anna jedoch warnt ihn: Das Jenseits sei furchtbar, und Pokorny wolle sich nur an ihm rächen. Hudetz schwankt, doch dann lässt er den heranrasenden Zug vorbeifahren und sich vom Polizisten widerstandslos festnehmen.

## Produktion
Der Film ist eine Produktion des Bayerischen Rundfunks und wurde am 16. Februar 1961 zum ersten Mal ausgestrahlt.

## Rezeption
„Als Schauerdrama geratenes Schauspiel um das Mädchen Anna, das [...] einen Meineid schwört, jedoch vor seinem Gewissen keine Ruhe findet. [...] Wenn auch die Schuldfrage in diesem Stück eindeutig beantwortet wird, so sind jedoch die schaurigen Umwege der Sühne verwirrend. Durch eine wenig klare Regie wird der ohnehin absurde Sühnetod erst recht unverständlich.“